# 混迷の世紀
混迷の世紀（こんめいのせいき）は、NHK総合テレビジョン『NHKスペシャル』にて2022年7月より放送されるドキュメンタリー番組である。

## 概要
2022年2月、ロシア大統領・ウラジーミル・プーチンはウクライナへの軍事侵攻を指示し、それ以後大規模な戦争状態に入った。このことがきっかけで、ヨーロッパではロシアからの天然ガス供給が止められたほか、全世界的な物価高になる。またロシア国内では、欧米型民主主義に対する反発の声も上がっており、「新たな冷戦」と揶揄されるなど、このロシアとウクライナの戦争状態は混迷の度を増す結果にもつながった。この「プーチンの戦争」の真っただ中にある現代社会の課題を世界各地に取材した。

## 出演
- キャスター：河野憲治（NHK解説委員長）
- 語り：上田早苗（NHKアナウンサー）

## 放送内容
- プロローグ 2022年7月31日 21:00-22:00 「“プーチンの戦争” 世界はどこに向かうのか」
- 第1回 2022年8月9日 22:00-22:50 「ロシア発 エネルギーショック」
- 第2回 2022年10月9日 21:00-21:50 「加速する“パワーゲーム”〜激変・世界の安全保障〜」
- 第3回 2022年10月30日 21:00-21:50 「岐路に立つ“民主主義”〜権威主義拡大はなぜ〜」
- 第4回 2022年11月27日 21:00-21:50 「世界フードショック 〜揺らぐ『食』の秩序〜」
- 第5回 2022年12月18日 21:15-22:10 「核兵器 “恐怖の均衡”が崩れるとき」
- 2023巻頭言（新春スペシャル） 2023年1月1日 21:00-22:15 「世界は平和と秩序を取り戻せるか」
- 第6回 2023年1月15日 21:00-21:50 「“情報戦”ロシアVS.ウクライナ～知られざる攻防」
- 第7回 2023年2月5日 21:00-21:50 「灼(しゃく)熱地球の恐怖 〜ウクライナ侵攻 もう一つの危機〜」
- 第8回 2023年2月12日 21:00-21:50 「“貿易立国”日本の苦闘〜グローバリゼーションはどこへ〜」
- 第9回 2023年2月19日 21:00-21:50 「ドキュメント国連安保理〜密着・もうひとつの“戦場”〜」
- 第10回 2023年7月16日 21:00-21:50 「台頭する“第3極” インドの衝撃を追う」
- 第11回 2023年8月20日 21:00-21:50 「台頭する“第3極” トルコ“全方位外交”の光と影」
- 第12回 2023年11月12日 21:00-21:50 「難民“漂流” 人道主義はどこへ」
- 第13回 2023年11月19日 21:00-21:50 「世界“債務危機”は止められるか」
- 第14回 2024年7月21日 21:00-21:50 「パラレル・アメリカ 〜銃撃事件の衝撃 分断のゆくえは〜」
- 最終回 2024年11月3日 21:00-21:50 「“超大国・分断” アメリカはどこへ」

## スタッフ
- 音楽：天野正道